# Берен, Жан (Старший)
Жан Бере́н Ста́рший (фр. Jean Bérain; 1640, Сен-Мийель, департамент Мёз, Лотарингия — 24 января 1711, Париж, Франция) — французский рисовальщик-орнаменталист и гравёр, театральный декоратор второй конца XVII — начала XVIII века, переходного стиля от стиля Людовика XIV к стилю французского Регентства.

## Биография
Родился в Лотарингии, в небольшом городке Сен-Мийель, в семье художников Леклер, прозванных Берен. Члены семьи были потомственными оружейниками, мастерами парадного оружия и воинского снаряжения, чеканки и золочения металла. Такие мастера издавна занимались и ювелирным искусством, сочинением и гравировкой орнаментов.
Образование Ж. Берена не установлено, но известно, что уже в ранний период он проявил себя как орнаменталист и декоратор. В 1663 году в возрасте 23 лет Жан Берен опубликовал первый сборник своих гравированных рисунков, проектов изделий из металла и оружия. Такого рода сборники гравюр с изображениями орнаментальных мотивов занимали большое место в художественной практике того времени. Их приобретали как заказчики и меценаты, так и простые ремесленники в качестве образцов.
Профессия рисовальщика-орнаменталиста сочеталась с деятельностью декоратора интерьера, живописца и мастера художественных ремёсел. Известно о дружбе Берена с архитектором Жюлем Ардуэном-Мансаром — одним из создателей Большого дворца в Версале, и шведским архитектором Никодемусом Тессином Младшим. В 1671 году Жан Берен выполнил ответственный заказ на перевод в гравюры орнаментальных композиций галереи Аполлона в королевском дворце Лувр, созданных первым живописцем короля Шарлем Лебреном. В 1674 году Берен получил звание «королевского рисовальщика». В его обязанности входило оформление придворных празднеств и траурных церемоний, создание эскизов и рисунков для архитектурных интерьеров, маскарадов и фейерверков, театральных декораций и костюмов, картонов для шпалер королевской мануфактуры Бове, проектов мебели и ювелирных украшений, карет и портшезов, рисунков для тканей, обоев и вышивок и даже для декора кораблей. С 1680 года Берен работал в качестве декоратора постановок придворных опер и балетов. Аристократическая публика запомнила так называемую карусель (маскарадную кавалькаду) 1662 года и эффектные сцены из придворных спектаклей, поставленных при участии Берена, среди которых извержение вулкана Этна в спектакле «Прозерпина» (1680) и выход из океана колесницы Фаэтона (1683). Придворного художника-декоратора привлекали также для обслуживания праздников и спектаклей родственники короля. Жан Берен старший был сценографом и декоратором торжеств в честь наследника престола (дофина) в замке-дворце Шантийи, устроенных принцем Анри Жюлем де Конде. Берен разрабатывал орнаментальный декор для парижского Отеля де Майи и резиденции дофина в Мёдоне.

## Творчество
Жан Берен был настолько популярен, что созданные им декоративные композиции получили в истории искусства собственное название: беренады. Оригинальность композиций Берена заключается в новом тогда стиле, занявшим переходное положение от помпезного и тяжёлого «большого стиля» Короля-Солнце Людовика XIV к стилю французского Регентства начала XVIII века, провозвестником рококо 1730—1740-х годов. Берен не был в Италии, но в его композициях присутствуют итальянские мотивы: ренессансные гротески, маскароны, персонажи итальянского уличного театра Комедия дель арте. Причудливые композиции Берена гравировали и издавали сериями и отдельными листами. В них заметно влияние барочной архитектуры, орнаментики фламандского барокко, но более всего — сооружений версальского парка: фонтанов, аллегорических скульптур, колесниц Гелиоса и масок солнечного бога Аполлона — эмблемы Короля-Солнце. А также: химеры, обезьяны, корзины с цветами и плодами, музыкальные инструменты и античные жертвенники, цветочные гирлянды. Все элементы связаны нитями гирлянд и тонкими бордюрами, составляющими каркас этой воображаемой воздушной архитектуры.
Считается также, что одним из источников творчества Берена были гротески французского архитектора и рисовальщика-орнаменталиста XVI века Жака Андруэ Дюсерсо. В 1530—1533 годах Дюсерсо был в Италии. В 1566 году он опубликовал две серии гравюр: «Малые арабески» и «Большие арабески» (арабесками тогда называли итальянские гротески). Другой источник — работы Франческо Приматиччо в Фонтенбло.
В целом, несмотря на цитаты, стиль беренад необычен и уникален. Его характеризуют лёгкость, утончённость, музыкальность. Несомненно, что часть этих композиций была реализована в театральных постановках, в частности декорациях и костюмах к постановкам Ж.-Б. Люлли (опера «Амадис» 1684, балет «Триумфальная арка» 1681) и многих других. Отсюда причисление творчества Берена к так называемому «версальскому стилю». Утраченные позднее театральные декорации и костюмы оставили свой след в орнаментальных гравюрах.
Жана Берена Старшего называли «оракулом вкуса своей эпохи». Его композиции повторяли и варьировали другие художники, в том числе за пределами Франции. Орнаментальные композиции Берена прочно укоренились в росписях интерьеров, в тканях и шпалерах, в декоре мебели и фаянса конца XVII — начала XVIII века. Изданные им сборники гравированных рисунков сыграли большую роль в сложении декоративного искусства XVIII столетия. Его гротески интерпретировали в своих декоративных росписях живописцы Клод Жилло и Антуан Ватто. Орнаментом «берен» декорировали фаянсовые изделия Руана и Мустье. В 1711 году в Париже издано полное собрание композиций Жана Берена в 3-х книгах (L'Œuvre de J. Berain, Ornements inventés par J. Berain and Œuvres de J. Berain contenant des ornements d’architecture).
Прямым продолжателем творчества Берена был его сын и ученик Жан Берен Младший (1678—1726). Он родился и умер в Париже, унаследовал после смерти отца в 1711 году его придворную должность. Эволюция традиций, заложенных в декоративном искусстве Жаном Береном Старшим, получила завершение в композициях Клода Одрана Третьего, одного из создателей стиля Регентства, учителя и друга А. Ватто.

## Галерея

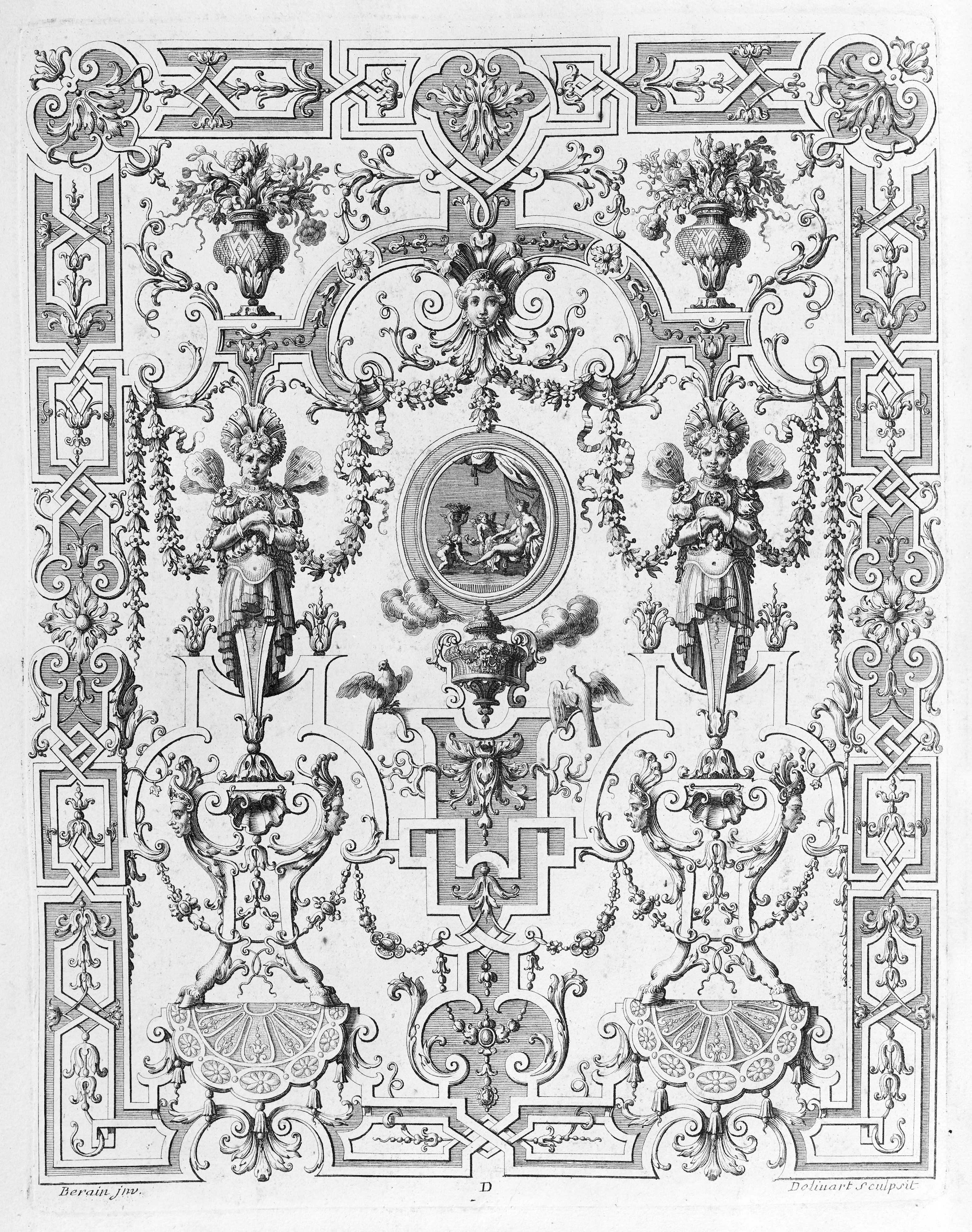
Композиция с гротесками. Офорт
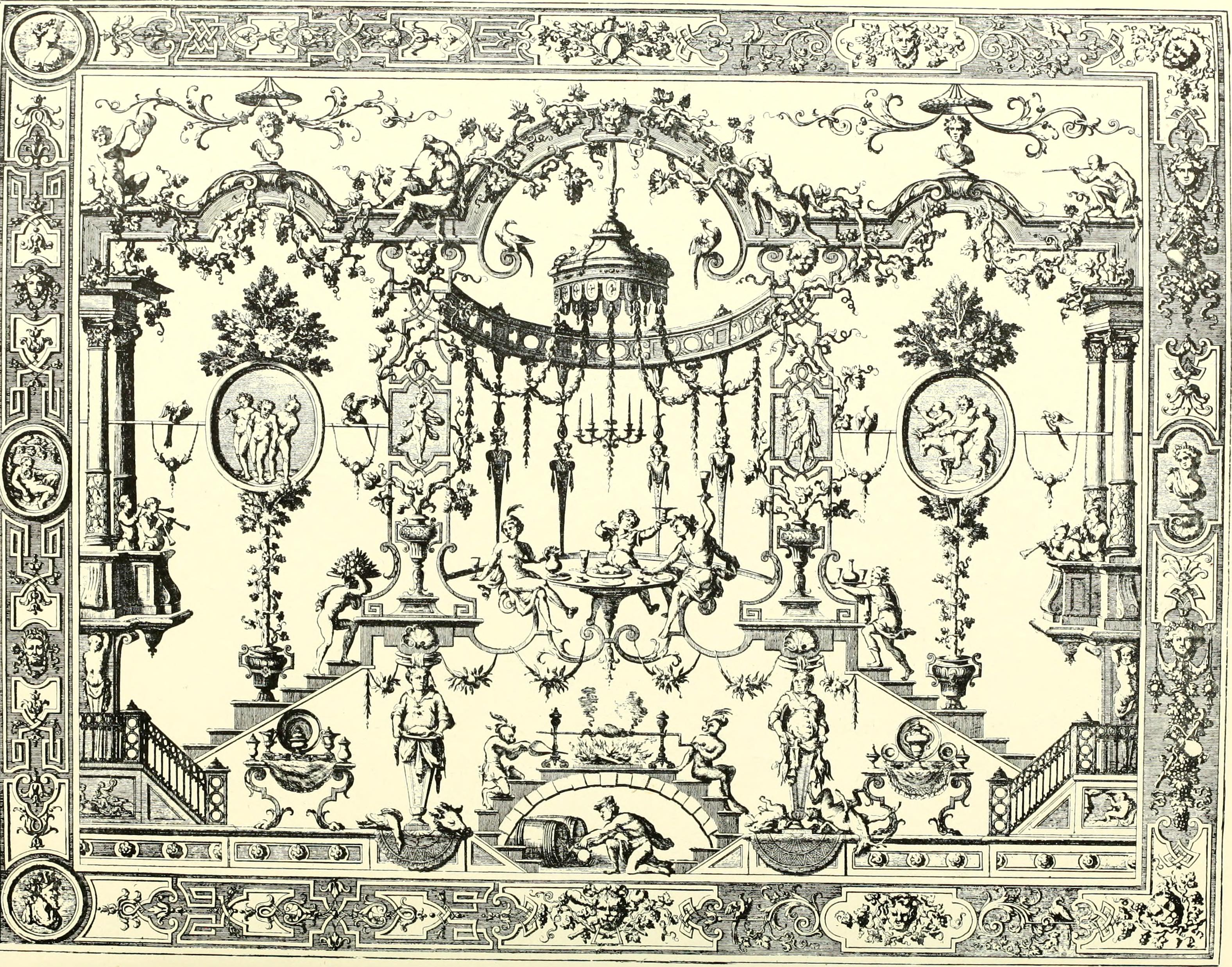
Проект панно. Офорт
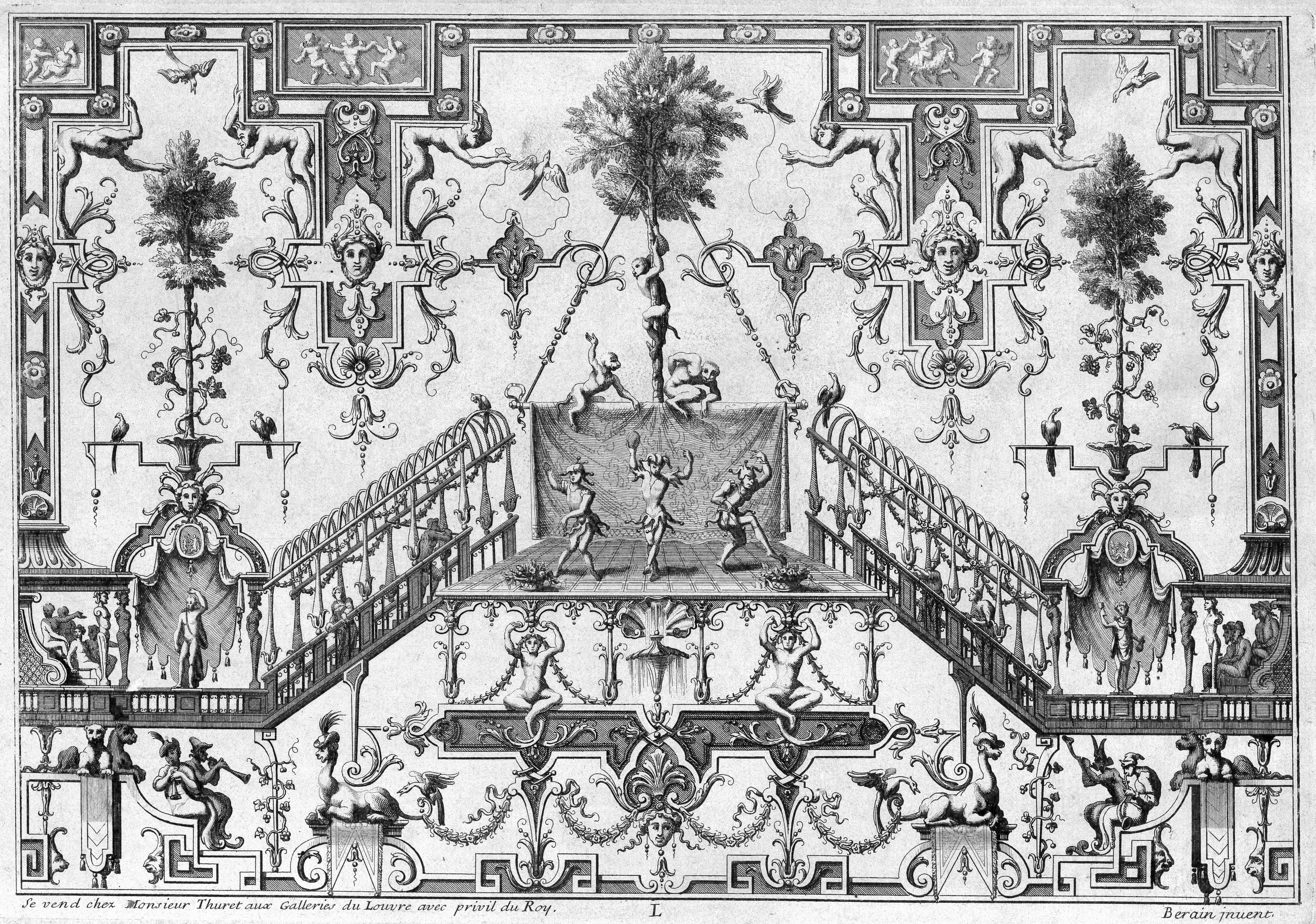
Проект панно. Офорт
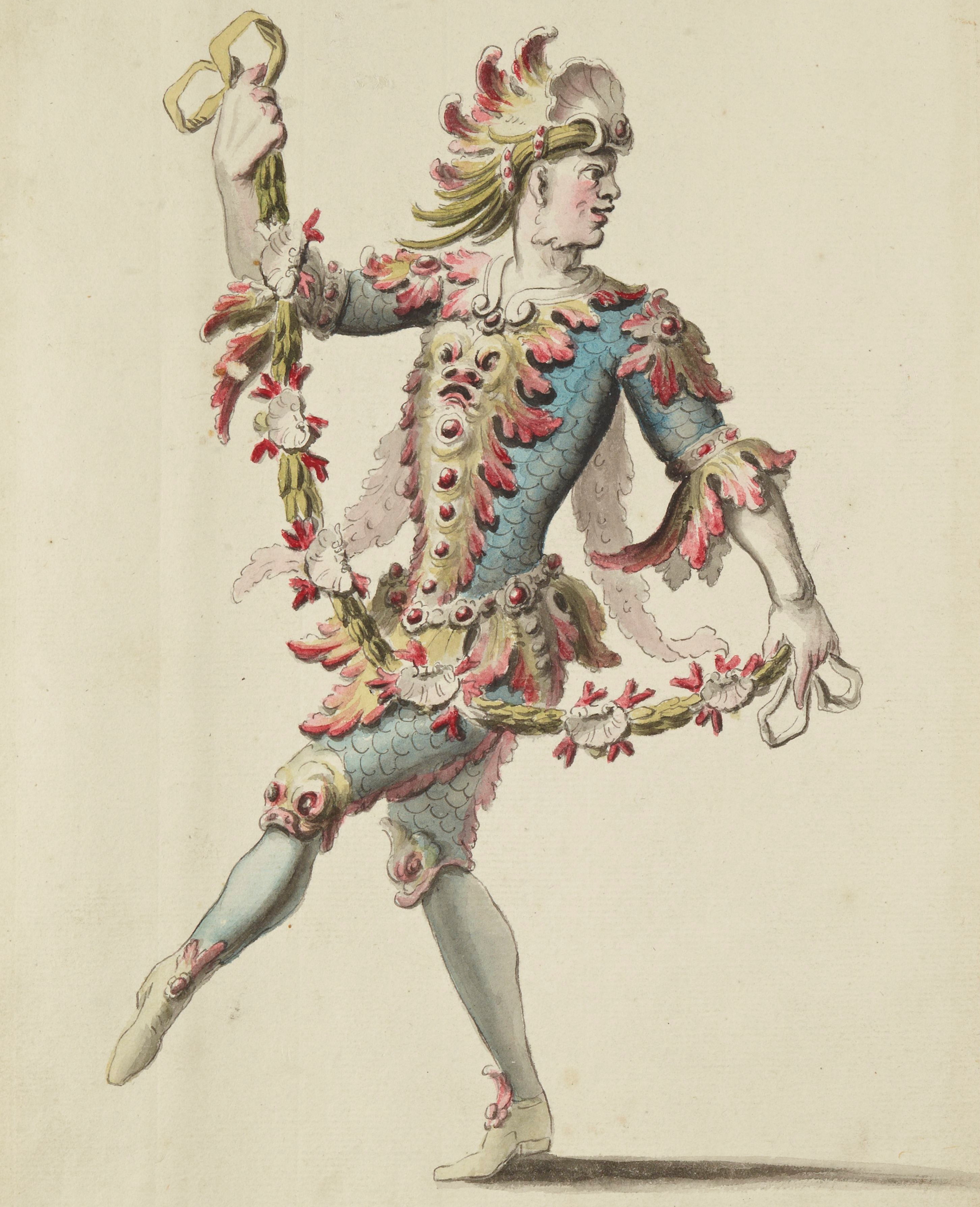
Костюм «танцующего  морского бога» для постановки Ж.-Б. Люлли «Фаэтон». Версаль. 1680-е гг.
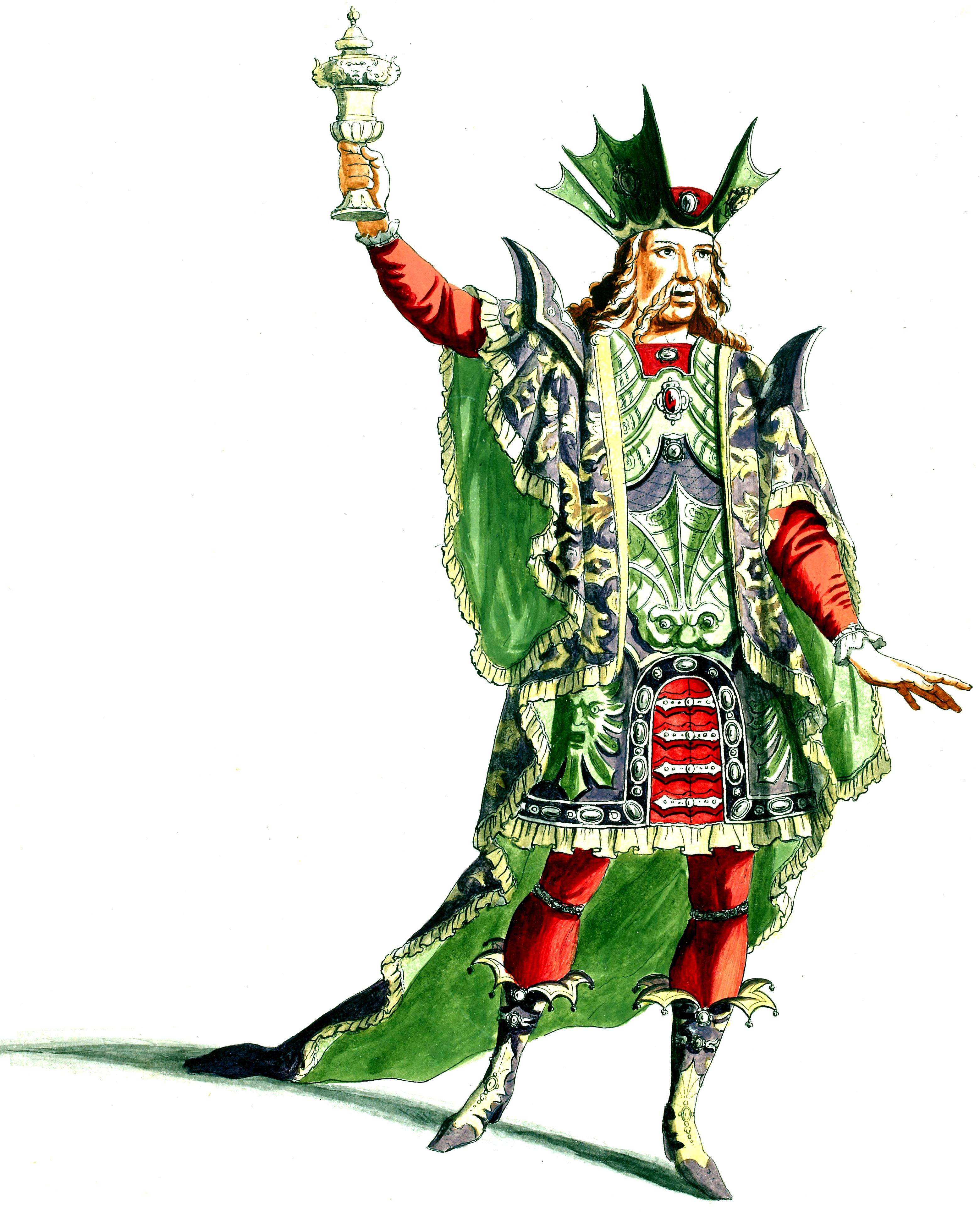
Костюм царя Миноса, судьи Ада для постановки Ж.-Б. Люлли «Прозерпина». Версаль. 1680-е гг.
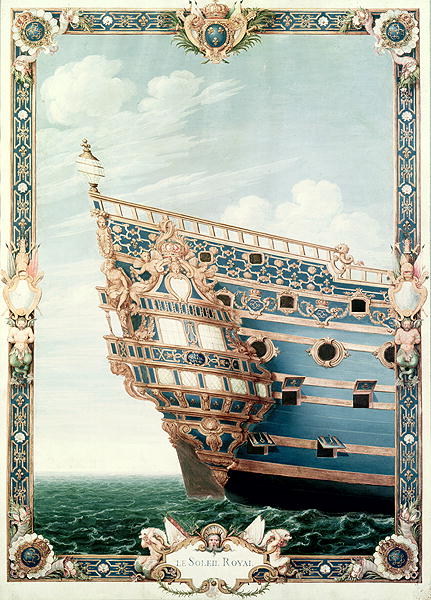
Проект оформления кормы военного корабля «Королевское солнце». 1670
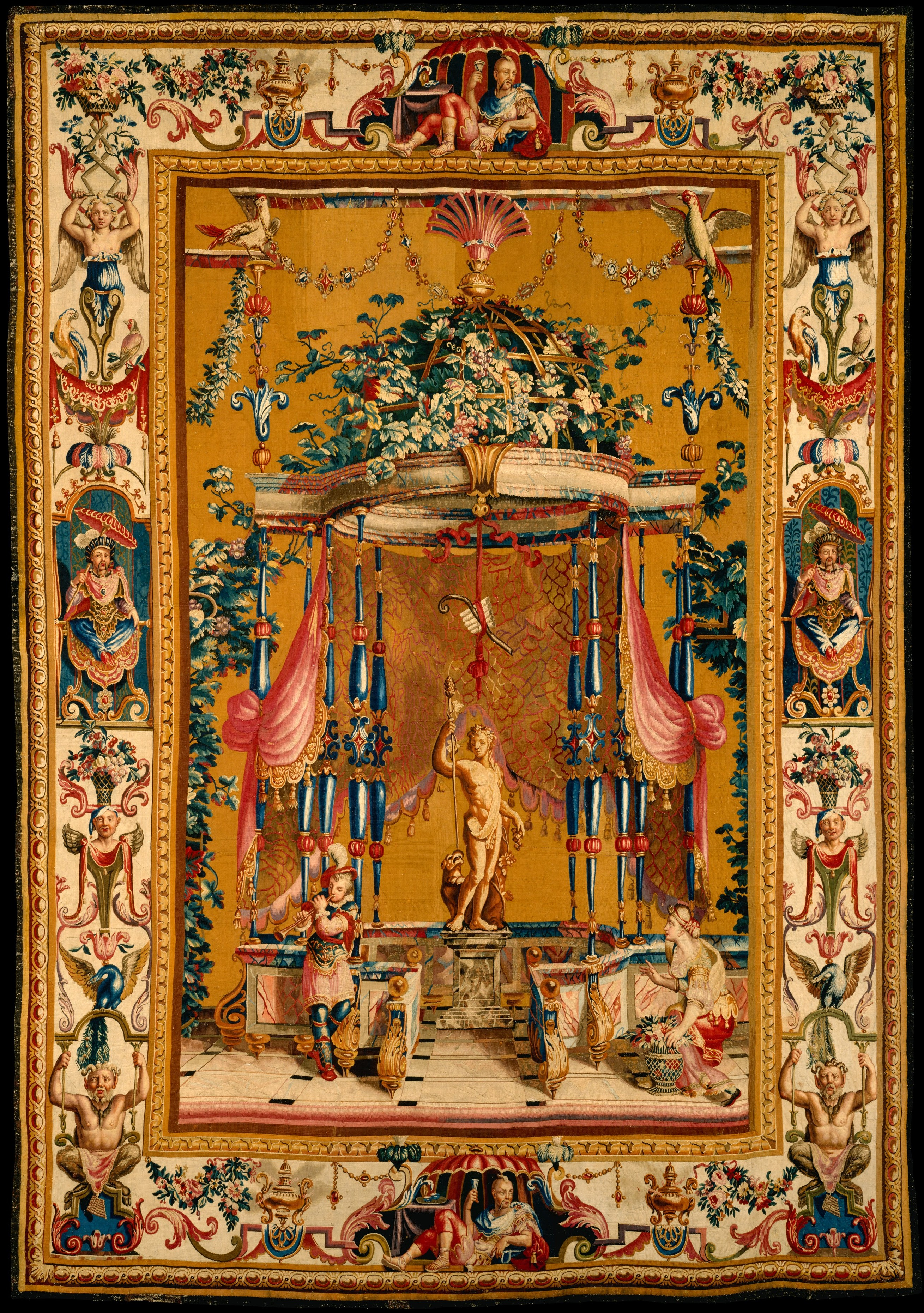
Ж.-Б. Моннуайе. По рисунку Ж. Берена. Приношение Бахусу. Шпалера из серии «Пять гротесков». Проект 1688. Шерсть, шёлк. 1690–1711. Мануфактура Бове
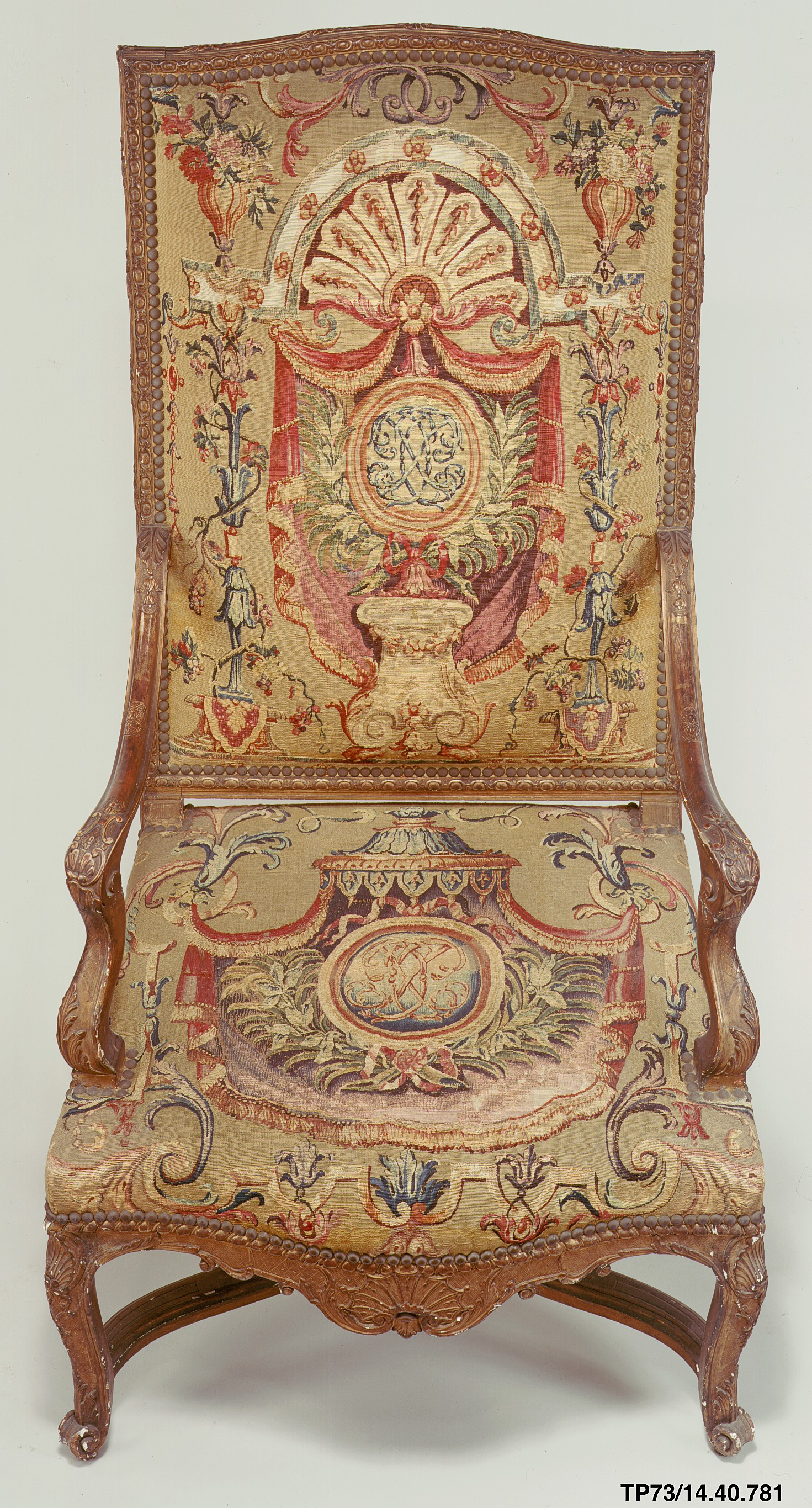
Кресло. Обивка по рисунку Ж. Берена. 1715–1720. Шерсть, шёлк. Мануфактура Бове